# Voo South African Airways 228
O voo 228 da South African Airways foi um voo programado do Aeroporto Internacional Jan Smuts em Joanesburgo, África do Sul, para o Aeroporto Internacional de Heathrow, em Londres, na Inglaterra. O avião que operava o voo, que tinha apenas 6 semanas de idade, atingiu o solo logo após a decolagem após uma escala programada em Windhoek, Sudoeste da África (atual Namíbia) em 20 de abril de 1968. Cinco passageiros sobreviveram, enquanto 123 pessoas morreram. A investigação subsequente determinou que o acidente foi atribuído em grande parte a um erro do piloto; o fabricante posteriormente também reconheceu a falta de um sistema de alerta de proximidade do solo em sua aeronave. O acidente é o acidente de aviação mais mortal até hoje na Namíbia.

## Voo
O voo 228 da South African Airways foi um voo regular de um Boeing 707-300C Pretoria, matrícula ZS-EUW, de Joanesburgo para Heathrow via Windhoek, Luanda, Las Palmas e Frankfurt. O voo 228 foi pilotado pelo Capitão Eric Ray Smith (49), Primeiro Oficial John Peter Holliday (34), The Flight Navigator Richard Fullarton Armstrong (26) e Engenheiro de Voo Phillip Andrew Minnaar (50).
A primeira etapa do voo de Joanesburgo para o Aeroporto JG Strijdom, Windhoek, Sudoeste da África, transcorreu sem intercorrências. Um adicional de 46 passageiros embarcaram em Windhoek, e alguns fretes aéreos foram descarregados e carregados. A aeronave decolou de Windhoek na pista 08 às 20:49 (hora local). Era uma noite escura e sem lua, com poucas, ou nenhuma, luzes no chão no deserto aberto a leste da pista; a aeronave decolou no que foi descrito no relatório oficial como um "buraco negro". A aeronave inicialmente subiu a uma altitude de 650 ft (200 m) acima do nível do solo, depois nivelou após 30 segundos e começou a descer.
Cinquenta segundos após a decolagem, atingiu o solo em configuração de voo a uma velocidade de aproximadamente 271 kn (502 km/h). Os quatro motores, que foram as primeiras partes da aeronave a tocar o solo, criaram quatro sulcos no solo antes que o resto da aeronave também atingisse o solo e se partisse. Dois incêndios começaram imediatamente quando o combustível nas asas se acendeu. Embora o local do acidente tenha apenas 5,327 m (17,477 ft) do final da pista, os serviços de emergência levaram 40 minutos para chegar ao local devido ao terreno acidentado. Nove passageiros que estavam sentados na seção dianteira da fuselagem sobreviveram inicialmente, mas dois morreram logo após o acidente, e outros dois alguns dias depois, deixando um número final de mortos de 123 passageiros e tripulantes.

## Investigação
A investigação foi complicada pelo fato de a aeronave não possuir gravador de dados de voo ou gravador de voz na cabine; os dispositivos tornaram-se obrigatórios a partir de 1 de janeiro de 1968, mas a incapacidade da companhia aérea de adquirir gravadores fez com que várias aeronaves SAA, incluindo ZS-EUW, ainda não tivessem o equipamento instalado. O capitão Smith teve 4.608 horas de voo no Boeing 707, mas apenas uma hora (que estava em treinamento) no novo tipo 344C. A investigação oficial concluiu que a aeronave e seus quatro motores estavam em condições de funcionamento - a falha principal era do capitão e do primeiro oficial, pois "não conseguiram manter uma velocidade e altitude seguras e uma subida positiva por não observar os instrumentos de voo durante a decolagem"; nenhuma culpa foi atribuída ao terceiro piloto, cuja responsabilidade era monitorar o rádio, e que não conseguiu monitorar os instrumentos de voo de sua posição na cabine. Fatores secundários que podem ter contribuído para o acidente incluem:
- Perda de consciência situacional
- A tripulação não tinha referência visual no escuro, levando à desorientação espacial.
- A tripulação usou uma sequência de retração dos flaps da série 707-B que removeu os flaps em incrementos maiores do que o desejável para aquele estágio do voo, levando a uma perda de sustentação a 600 ft (180 m) acima do nível do solo.
- Confusão temporária por parte dos pilotos ao ler o indicador de velocidade vertical, que era diferente das séries A e B da aeronave a que estavam acostumados.
- O altímetro do tipo tambor instalado na aeronave era notoriamente difícil para os pilotos lerem;[6][7] a tripulação pode ter interpretado mal sua altitude em 1000 pés.
- Distração do convés de voo como resultado de uma colisão com um pássaro ou outra ocorrência menor.

Depois de investigar este acidente, bem como vários outros que também envolveram voo controlado no terreno, a Administração Federal de Aviação determinou que um sistema de alerta de proximidade do solo teria ajudado a evitar alguns dos acidentes. Novos regulamentos foram, portanto, introduzidos a partir de fevereiro de 1972, exigindo que todas as aeronaves turbojato fossem equipadas com o sistema.